# Ibn Abd-as-Sàmad
Abu-Bahr Yússuf ibn Abi-l-Qàssim ibn Khàlaf ibn Àhmad, més conegut com a Ibn Abd-as-Sàmad, fou un poeta andalusí del segle xi, panegirista del rei Mutamid de Sevilla. Era originari de Jaén. No se sap quan va morir ni quan va néixer. Va escriure una abundant producció en vers i prosa però s'ha conservat molt poc.